# Żabowo (gromada)
Żabowo – dawna gromada, czyli najmniejsza jednostka podziału terytorialnego Polskiej Rzeczypospolitej Ludowej w latach 1954–1972.
Gromady, z gromadzkimi radami narodowymi (GRN) jako organami władzy najniższego stopnia na wsi, funkcjonowały od reformy reorganizującej administrację wiejską przeprowadzonej jesienią 1954 do momentu ich zniesienia z dniem 1 stycznia 1973, tym samym wypierając organizację gminną w latach 1954–1972.
Gromadę Żabowo z siedzibą GRN w Żabowie utworzono – jako jedną z 8759 gromad na obszarze Polski – w powiecie nowogardzkim w woj. szczecińskim na mocy uchwały nr V/48/54 WRN w Szczecinie z dnia 5 października 1954. W skład jednostki weszły obszary dotychczasowych gromad Jeżówka, Kłosowice i Maszkowo (bez miejscowości Radosław), Wojcieszyn, Żabowo i Żabówko ze zniesionej gminy Maszkowo oraz obszar dotychczasowej gromady Lestkowo ze zniesionej gminy Wołowiec w tymże powiecie. Dla gromady ustalono 11 członków gromadzkiej rady narodowej.
1 stycznia 1972 z gromady Żabowo wyłączono miejscowość Wojcieszyn, włączając ją do nowo utworzonej gromady Nowogard w tymże powiecie; gromady Żabowo włączono natomiast miejscowości Boguszyce, Kościesze, Lestkówko, Orzesze, Struga, Wołowiec i Zatocze ze zniesionej gromady Wołowiec tamże.
Gromada przetrwała do końca 1972 roku, czyli do kolejnej reformy gminnej.